# Ramuntxo Camblong
Pour les articles homonymes, voir Camblong.
 (novembre 2021).
Si vous disposez d'ouvrages ou d'articles de référence ou si vous connaissez des sites web de qualité traitant du thème abordé ici, merci de compléter l'article en donnant les références utiles à sa vérifiabilité et en les liant à la section « Notes et références ».
Ramuntxo Camblong, né le 11 novembre 1939 à Macaye (Pyrénées-Atlantiques), et mort le 12 novembre 2021 à Anglet, est un homme politique français, conseiller municipal d'Anglet de 2001 à 2008.
Membre du Parti nationaliste basque (EAJ-PNB) depuis fin 1997, il est élu à l'IBB en mai 2000. Membre d'Udalbide-Udalbiltza depuis avril 2001 (à la suite de l'élection municipale), il est le président de la direction régionale, IBB, de 2004 à 2008. Claire Noblia lui a succédé de juin 2008 à juillet 2009 (sous-préfecture de Bayonne). Ensuite Txaro Goikolea a pris la présidence régionale.

## Biographie
Ramuntxo Camblong fait des études à Paris et à Angers et enseigne l'électronique, les mathématiques et la physique de 1966 à 1975 (lycée technique Hasparren). PDG de Copelec de 1975 à 1998 (entreprise de construction de réseaux électriques), fondateur de Copelectronic et de SIG Image, il est chargé de mission développement externe de Sokoa SA de décembre 1998 à octobre 2002, date de sa retraite.

### Activité militante pour le Pays basque
Cofondateur de Seaska (qui regroupe les ikastola) en 1969 avec Claire Noblia et Manex Pagola et de l'association Partzuer (Participer en basque) en 1974 pour promouvoir les entreprises coopératives au Pays basque nord sur le modèle du complexe coopératif de Mondragon au Guipuscoa, Ramuntxo Camblong est le président du Centre culturel du Pays basque entre 1984 et 1988, puis de l'Institut culturel basque (Ustaritz) de 1990 à 1994, institutions impulsées par la Fédération Pizkundea. 
Cofondateur de Herrikoa (Société de capital risque) avec Patxi Noblia et André Darraidou en 1980, il est le président de l'Union régionale des SCOP d'Aquitaine et membre du Comité économique et social d'Aquitaine de 1986 à 1996. Président du Conseil de développement du Pays basque de 1994 à 1998, il est élu au conseil municipal d'Anglet et délégué à l'agglomération Côte Basque-Adour (anciennement communauté d'agglomération de Bayonne-Anglet-Biarritz de mars 2001 à mars 2008.
Délégué à l'Agence de l'Eurocité basque Bayonne - San Sebastián, on lui doit des articles en basque dans Herria-Jakin-Egunkaria-LEMA.